# Џ
Џ (minuskule џ) je písmeno cyrilice. Je obsaženo v srbské, makedonské, černohorské a abchazské azbuce. Písmeno bylo zavedeno Vukem Karadžičem.
Písmeno (stejně jako hláska), odpovídá zvuku, který byl pro srbský jazyk víceméně cizí a používá se tak hlavně v slovech zahraničního původu, především tureckých (džamija, kujundžija, džep), ale také i západních (džem, džokej…) Jeho původ je možné najít ve starších slovanských abecedách, např. církevně slovanské.
V jiných jazycích písmenu Џ odpovídají spřežky дж nebo чж nebo písmena җ, ҷ a ӂ.
V arménském písmu písmenu Џ odpovídá písmeno Ջ (ջ), v gruzínském písmu písmeno ჯ.

## Џ v abcházštině
V průběhu času se v abcházštině písmeno Џ používalo pro zápis dvou různých hlásek. Písmeno bylo zavedeno M. R. Zavadským jako tisková varianta odpovídajícího psacího písmena zavedeného Peterem von Uslar. V tiskové variantě azbuky navržené komisí pro překlady bylo ale písmeno Џ nahrazeno písmenem Џ̆, protože písmeno Џ bylo využito pro zápis do té doby samostatně nezapisované hlásky. Po přechodu zápisu abcházštiny na latinku bylo v latinské abecedě N. J. Marra písmeno Џ nahrazeno písmenem ḓ a písmeno Џ̆ nahrazeno písmenem ḏ̣. V abecedě N. F. Jakovleva písmenům odpovídala písmena (odkaz) a ꝗ. Po přechodu na zápis gruzínským písmem písmenu Џ odpovídala spřežka ჯჾ a písmenu Џ̆ odpovídalo písmeno ჯ.  Od znovuzavedení zápisu abcházštiny cyrilicí se písmeno Џ používá tak, jak bylo zavedeno komisí pro překlady, a místo písmena Џ̆ se používá spřežka Џь.